# Tatort: Der Entscheider
Der Entscheider ist der 347. Fernsehfilm der Krimireihe Tatort und der 14. vom Saarländischen Rundfunk produzierte Tatort. Die Erstausstrahlung fand am 24. November 1996 statt. Es ist der achte Fall mit Kommissar Palu als Ermittler. Palu hat es mit dem Mord an einem Asylbewerber, diplomatischen Verwicklungen sowie illegalem Organhandel zu tun.

## Handlung
Der kurdische Asylbewerber Erman Özay, der in seiner türkischen Heimat als regierungskritischer Journalist gearbeitet hatte, wird vom Türken Murat unter Druck gesetzt. Murat trifft sich kurz darauf mit einem ranghohen deutschen Regierungsbeamten und macht diesem klar, dass Özay wegen möglicher brisanter Veröffentlichungen auf keinen Fall Asyl in Deutschland erhalten dürfe. Als Özay kurz darauf seine hochschwangere Frau Hanife aus der Türkei nachholt, macht das Paar im Flugzeug die Bekanntschaft von Palu und dessen Freundin Ingrid, die auf der Rückreise aus dem Urlaub sind. Palu und Ingrid werden am Saarbrücker Flughafen Zeugen, wie das Ehepaar Özay brutal festgenommen wird, einer der Beamten erklärt Palu, es handele sich bei Özay um einen gefährlichen Terroristen. Özay wird ein paar Tage später freigelassen, Murat sucht dessen Asylbewerberunterkunft auf und erfährt dort, dass Özay im Krankenhaus bei seiner Frau ist, deren Entbindung kurz bevorsteht. Kurze Zeit später beobachtet auf einem Schrottplatz in Frankreich der Obdachlose Jean, wie Özay aus einem Auto geworfen und von Unbekannten erschossen wird. Da er Palus Visitenkarte bei sich trug, ruft seine französische Kollegin Fèvre Palu zum Tatort, dieser erkennt in ihm den Mann aus dem Flugzeug. Seine Frau Hanife, die gerade entbunden hat, sagt Palu, dass ihr Mann ihr erzählt hätte, einen Weg gefunden zu haben, Asyl zu bekommen, nachdem er von einem Mann im Asylbewerberheim angesprochen wurde, danach habe sie ihn nicht mehr gesehen. Sie berichtet Palu auch von der Journalistentätigkeit ihres Mannes in der Türkei und dass er in der Heimat inhaftiert und gefoltert worden war, Kollegen ihres Mannes seien spurlos verschwunden.
Murat findet unterdessen im Heim nicht wie erhofft die Dokumente Özays, nach denen er gesucht hatte, und will sich Hatife vornehmen, unmittelbar darauf taucht Palu in dem Heim auf und spricht den Heimleiter Kont auf Özay an. Dieser gibt an, sich nicht an ihn erinnern zu können. Palu nimmt Özays persönliche Habseligkeiten in Augenschein und stellt fest, dass diese von einem Unbekannten durchsucht wurden, Kont spielt diese Tatsache herunter. Palus Assistent Schröder sucht den Asyl-„Entscheider“ Erwin Schmitz auf, dieser sagt aus, dass Özay zu Unrecht als Terrorist verdächtigt worden sei, er sei ein kritischer kurdischer Journalist gewesen und hätte Anspruch auf Asyl gehabt. Auf Schröders Vorhalt, dass Özay abgeschoben werden sollte, reagiert er überrascht, seine Bedrohung habe er glaubhaft dokumentiert. Er glaubt, dass der türkische Staat Özay beseitigt hat. Palu erfährt von seiner französischen Kollegin Fèvre, dass Özay nur mit einer Niere geboren worden war, seine einzige Niere sei ihm vor ein paar Tagen fachgerecht entfernt worden, so dass er innerhalb kürzester Zeit auch so gestorben wäre. Murat entführt unterdessen Hatife aus dem Krankenhaus. Ingrid, die Hatife kurz zuvor besucht hat, identifiziert Murat, dessen Foto sich in Palus Ermittlungsakte befindet, und erzählt ihm von einer kurzen Begegnung mit ihm im Krankenhaus. Palu und Ingrid eilen zum Krankenhaus, kommen jedoch zu spät, um die Entführung Hatifes zu verhindern, auch die Ärztin im Krankenhaus kann Murat als Entführer identifizieren. Schröder findet heraus, dass Murat als Killer für die türkische Regierung arbeitet und für zahlreiche Menschenrechtsverletzungen verantwortlich ist, allerdings genießt er diplomatische Immunität. Unterdessen entführt Ingrid Hatifes Baby kurzerhand aus dem Krankenhaus, als sie erfährt, dass das Kind eventuell zu Verwandten in die Türkei oder in ein Heim abgeschoben werden könnte.
Der neue Polizeipräsident ruft Palu zu sich und möchte, dass dieser gegen seine Frau anstatt gegen Murat ermittelt, Palu weigert sich, händigt ihm seine Dienstwaffe und seinen Dienstausweis aus und ermittelt privat weiter. Er besorgt sich bei seinem Freund Marcel einen algerischen Pass und reist als Asylbewerber offiziell nach Deutschland ein; wie von ihm geplant, wird er in das von Kont geleitete Heim gebracht. Während Murat Hatife foltert, um an die Dokumente ihres Mannes zu kommen, ruft Kont Murat an und informiert ihn, dass er die Dokumente habe und sie Murat verkaufen würde. Beim Treffen der beiden gibt Kont zu verstehen, dass er jetzt wisse, dass die türkische Regierung in Drogengeschäfte verwickelt und wer in Deutschland geschmiert sei, er fordert DM 500.000 für die Dokumente. Die französische Kollegin Fèvre bringt Palus Assistenten Schröder auf die Idee, die Asylbewerber im Saarland zu durchleuchten, ob sie ein ähnliches Angebot erhalten haben wie das, von dem Özay vor seinem Tod gesprochen hatte. Unterdessen wird der „Algerier“ Palu von Rufer darauf angesprochen, dass er ihm bei seinem Asylbegehren helfen könne. Marcel stellt auf Verlangen Schröders eigene Ermittlungen an und erfährt von einem Mädchen, dass diese Murat an einem Weiher gesehen hat. Rufer teilt unterdessen Palu mit, dieser solle sich mit der Amtsärztin Dr. Marx zum Abendessen treffen. Dort gibt die Medizinerin ihm zu verstehen, dass sie Palu Asyl verschaffen könnte, wenn er bereit wäre, eine seiner Nieren zu spenden. Als Palu abends in Schmitz’ Büro eindringt, wird er von Kont ertappt, woraufhin sich der Kriminalhauptkommissar zu erkennen gibt und ihn zur Kooperation zwingt. Kont soll Schmitz zu erkennen geben, dass er über die Organgeschäfte Bescheid wisse. Schmitz wird unterdessen nervös und kündigt dem Organhändler Rufer die Zusammenarbeit auf, er will bereits im Falle des „Algeriers“ Palu nicht mehr kooperieren. Palu trifft sich mit Schröder und verabredet, dass die Kollegen Palu unauffällig zur Transplantation folgen sollten, um an die Hintermänner des Handels zu kommen.
Kont teilt Schmitz mit, dass er von ihm 50.000 DM für sein Schweigen über den Organhandel erwartet, unterdessen wird Murat zur Person non grata erklärt und ausgewiesen. Aufgrund der Ausweisung unter Zeitdruck stehend, trifft sich Murat mit Kont zur Übergabe, dieser übergibt ihm lediglich einen Teil der Dokumente, was zur Folge hat, dass Murat ihn umbringt, ohne zu erfahren, wo die übrigen Dokumente sind. Rufer und Schmitz holen Palu aus dem Heim zur Transplantation heraus, ohne dass dieser seine Kollegen verständigen kann. Er wird in den geheimen OP von Dr. Marx ins Elsass gezwungen. Marcel kann unterdessen in letzter Minute Hatife befreien, die in Notwehr Murats Gehilfen erschießt. Palu erfährt im OP, dass Schmitz Özay ermordet hat, weil dieser über den Organhandel auspacken wollte, Fèvre und Schröder haben unterdessen durch ihre Ermittlungen den Ort des Stattfindens der Operationen selbstständig ermittelt und stürmen ihn in letzter Minute mit einer französischen Sondereinheit, nachdem sie über eine Abhörwanze das Gespräch zwischen Palu und den Organhändlern mitgehört haben. Schmitz erschießt sich, bevor die übrigen Bandenmitglieder festgenommen werden können. Die Leiche Konts, der mit dem Organhandel nichts zu tun hatte, verschwindet bei der Sprengung einer Industrieruine endgültig, während Murat unbehelligt Deutschland für immer Richtung Türkei verlässt. Die erleichterte Hatife bekommt unterdessen von Ingrid ihr Baby zurück.

## Einschaltquote und Produktion
Bei der Erstausstrahlung am 24. November 1996 wurde eine Zuschauerzahl von 8,39 Mio. erreicht, was einer Einschaltquote von 22,06 % entspricht. Die Episode wurde in Saarbrücken und Umgebung sowie im Elsass gedreht.

## Kritik
Die Kritiker der Fernsehzeitschrift TV Spielfilm zeigen für diesen Tatort den Daumen nach oben, kommentieren aber im Widerspruch dazu: „Trister ‚politisch korrekter‘ Mischmasch“.